# 雷克瑟姆 (英國國會選區)
雷克瑟姆（英語：Wrexham），英國國會一郡選區，位於威爾斯東北部雷克瑟姆郡級自治市東北部。始設於1918年。
本區自1935年以來一直支持工黨。伊恩·盧卡斯在2010年大選中以36.9%選票勝出該區二度連任。